# Ignacy Zborowski (prawnik)
Ignacy Zborowski herbu Jastrzębiec (ur. 10 września 1826 w Czerniowcach, zm. 22 czerwca 1911 w Krakowie) – prawnik, sędzia, poseł do austriackiej Rady Państwa, członek austriackiej Izby Panów

## Życiorys
Urodził się w 1826 w Czerniowcach w rodzinie inteligenckiej. Był synem Jana i Joanny z Pajączkowskich. Jego bratem był docent prawa na uniwersytecie lwowskim Stanisław Juliusz (1842-1870), siostrą Alojza z męża Kostarkiewicz. 
Ukończył studia na Wydziale Prawa Uniwersytetu Lwowskiego uzyskując stopień doktora praw (1846). Odbył staż jako praktykant koncepcyjny w magistracie we Lwowie (1847-1849). Następnie był auskultantem w Sądzie Obwodowym w Stanisławowie (1853-1852), adiunktem w Sądzie Powiatowym w Huszt (1853-1954) potem pomocnikiem prezesa Sądu w Ökörmező (1854-1855), prezesem sądu w Rosenau (1856-1864). Po powrocie do Galicji najpierw był starostą w Tłumaczu (1862-1865), a następnie pracował w sądownictwie galicyjskim. Był sędzią powiatowym w Brodach (1866-1869) a potem radcą Sądu Krajowego (1869-1873) i Wyższego Sądu Krajowego (1873-1875) we Lwowie. Następnie prezes Sądu Powiatowego w Złoczowie (1875-1877) a od 1877 ponownie był radcą sądowym w Wyższym Sądzie Krajowym we Lwowie. W latach 1883–1884 był sędzią austriackiego Sądu Najwyższego (Obersten Gerichtshof). Potem był prezydentem Sądu Krajowego (1884-1885) i Wyższego Sądu Krajowego (1886-1898) w Krakowie. W latach 1887–1897 członek austriackiego Trybunału Stanu (Staatsgerichtshof). W 1897 przeszedł w stan spoczynku. Był członkiem Komisji Prawniczej Akademii Umiejętności w Krakowie (1896-1897).
Poseł do austriackiej Rady Państwa V kadencji (22 października 1878 – 22 maja 1879) i VI kadencji (7 października 1879 – 23 kwietnia 1885). Pierwszy raz został wybrany w wyborach uzupełniających po śmierci Joachima Landau, w kurii II (miejskiej), w okręgu wyborczym nr 11 Brody-Złoczów. Powtórnie wybrano go w kurii IV (gmin wiejskich w okręgu wyborczym nr 20 (Złoczów-Zborów-Olesko-Przemyślany-Gliniany). W parlamencie należał do grupy posłów konserwatywnych (stańczyków) Koła Polskiego w Wiedniu. Dożywotni członek austriackiej Izby Panów (8 grudnia 1897 – 22 czerwca 1911), należał tam do Klubu Prawicy (Klub Rechten). Przez dwie kadencje pełnił mandat radnego miejskiego we Lwowie.
Pochowany na cmentarzu Rakowickim w Krakowie (kw. 39).
Ożenił się z Wiktorią z domu Schaulawy, Ich adoptowanym synem był inżynier Włodzimierz Kostarkiewicz-Zborowski (1860-1928).

## Odznaczenia i wyróżnienia
Otrzymał Krzyż Wielki orderu Franciszka Józefa, Krzyż Komandorski Orderu Leopolda, Order Korony Żelaznej 3 klasy. Rzeczywisty tajny radca. Honorowy obywatel miasta Złoczowa. W 1882 został otrzymał tytuł Ritter, który przejął jego adoptowany syn.